# Leptosynapta cruenta
Leptosynapta cruenta är en sjögurkeart som beskrevs av Cherbonnier 1953. Leptosynapta cruenta ingår i släktet Leptosynapta och familjen masksjögurkor. Inga underarter finns listade i Catalogue of Life.